# Anastasio Rodrigo Yusto
Anastasio Rodrigo Yusto (* 15. April 1814 in Burgo de Osma, Provinz Soria; † 30. April 1882) war ein spanischer Geistlicher, römisch-katholischer Bischof von Salamanca und Erzbischof von Burgos. Darüber hinaus war er Mitglied des Senats (Senado), des Oberhauses des Parlaments (Cortes Generales).

## Leben
Anastasio Rodrigo Yusto empfing 1838 das Sakrament der Priesterweihe und war danach als Priester tätig. Er wurde am 4. September 1857 zum Bischof von Salamanca auserwählt und am 25. September 1857 als Nachfolger von Fernando de la Puente y Primo de Rivera bestätigt. Er empfing am 27. Dezember 1857 die Bischofsweihe in der Salisas-Kirche in Madrid durch den Erzbischof von Toledo Cirilo de Alameda y Brea, OFMObs, an der der nunmehrige Erzbischof von Burgos Fernando de la Puente y Primo de Rivera sowie der Bischof von Oviedo Juan de la Cruz Ignacio Moreno y Maisonave als Co-Konsekratoren teilnahmen. Als solcher wurde er 1863 als Senator auf Lebenszeit (Senador vitalicio) Mitglied des Senats (Senado), des Oberhauses des Parlaments (Cortes Generales), und gehörte diesem bis zur Septemberrevolution 1868 an. Nach einer von 1843 bis 1867 dauernden Sedisvakanz fungierte er 1867 als Administrator des Bistums Ciudad Rodrigo.
Im Anschluss wurde Rodrigo Yusto am 19. September 1867 selbst zum Erzbischof von Burgos und am darauf folgenden 20. September 1867 wiederum als Nachfolger von Fernando de la Puente y Primo de Rivera bestätigt. Er bekleidete dieses Amt bis zu seinem Tode am 30. April 1882. woraufhin Saturnino Fernández de Castro y de la Cotera zu seinem Nachfolger ernannt wurde. Während seines Episkopats war er zwischen dem 8. Dezember 1869 und dem 20. Oktober 1870 Konzilsvater des Ersten Vatikanischen Konzils und wurde darüber hinaus als Erzbischof von Burgos 1877 Mitglied des Senats kraft eigenen Rechtes (Senador por derecho propio). Er spendete die Bischofsweihen für Francisco de Paula Jiménez y Muñoz zum Bischof von Teruel (1862) sowie für Honorio María de Onaindía y López zum Bischof von Huesca (1876). Er nahm darüber hinaus als Co-Konsekretar an den Bischofsweihen von Ponciano Arciniega zum Bischof von Mondoñedo (1858) sowie von José La Cuesta Maroto zum Bischof von Orense (1866).